# فرانكنشتاين (فلم 1910)
فرانكنشتاين (بالإنجليزية:Frankenstein) هو فيلم صامت قصير أنتج عام 1910 بواسطة استوديوهات اديسون. كان من تأليف وإخراج جيمس سيرل داولي .
الفيلم هو أول فيلم عن رواية فرانكنشتاين لماري شيلي، طاقم العمل تضمن أوجسطس فيليبس في دور د. فرانكنشتاين و تشارلز أوجول في دور الوحش و ماري فولر في دور خطيبة الدكتور.

## وصلات خارجية
- الفيلم القصير Frankenstein متوفر للتحميل من موقع أرشيف الإنترنت [المزيد] (alternative link)
- فرانكنشتاين على موقع IMDb (الإنجليزية)
- فرانكنشتاين على موقع روتن توميتوز (الإنجليزية)
- فرانكنشتاين على موقع قاعدة بيانات الأفلام العربية
- فرانكنشتاين على موقع ألو سيني (الفرنسية)
- فرانكنشتاين على موقع Turner Classic Movies (الإنجليزية)
- فرانكنشتاين على موقع أول موفي (الإنجليزية)
- فرانكنشتاين على موقع فيلمافينيتي (الإسبانية)
- فرانكنشتاين على موقع قاعدة بيانات الفيلم (الإنجليزية)
- فرانكنشتاين على موقع ليتربوكسد (الإنجليزية)
- فرانكنشتاين على موقع كينوبويسك (الروسية)
- "Edison's Frankenstein: Cinema's First Horror Film" by Rich Drees
- Film Threat essay on the film's history